# Ефбет
„Бробет Лимитед ООД“ е лицензирана българска компания за онлайн залози и казино игри под марката „Ефбет“.
Основен спонсор на Първа професионална футболна лига (първа футболна лига). Редица футболни отбори, сред които ЦСКА 1948, Лудогорец, Берое, Арда, Витоша Бистрица, Миньор Перник, Хебър, БФВ (волейбол), БФБ (баскетбол), НБЛ (бокс).

## История
Българската компания за спортни залози „Ефбет“ е основана през 2006 година от братята Цветомир (р. 1973) и Боян Найденов (р. 1975) и техния баща Стефан Найденов.

## Хронология
- 1990 – Първото казино – кафе „Колумбия“ и в днешни дни е все още част от компанията
- 1996 – Казино №10 – В София – Красно село
- 2006 – Първи онлайн лиценз – Първи лиценз за онлайн спортни залози в Малта
- 2011 – Онлайн лиценз в България – Официално става първият лицензиран онлайн букмейкър в страната
- 2018 – Онлайн и наземен лиценз в Румъния – Започва развитието си в северната ни съседка
- 2019 – Казино №50 – Открита е петдесета игрална зала в София – Студентски град
- 2019 – Онлайн лицензи в Сърбия, Испания и Италия – През годината онлайн платформата стартира в 3 нови европейски пазара

## Верига от казина и игрални зали
Компанията открива нови казина на територията на цялата страна. "Ефбет" е един от водещите брандове на пазара в България, а игралните зали в страната са над 50. През 2018 г. компанията официално навлиза и на румънския пазар, където има 7 игрални зали – 6 в Букурещ и една в румънския град Търговище.

## Верига спортни барове
През 2014 година към веригата казина се формират и спортни барове. Такива има в София, Варна, Кърджали, Несебър, Пловдив и Свиленград.

## Партньорска програма
Програмата affiliate на "Ефбет", наречена „Стани партньор“, позволява на всеки клиент на компанията да работи съвместно с нея. Програмата за партньори на Ефбет е маркетингова система, използвана от физически лица и фирми, с цел популяризиране на хазартния оператор като дава шанс и на компанията-партньор да се развива и да печели комисионни.
През 2012 година идва идея за ребрандирането на всички обекти от веригата казина, тъй като наименованието "Ефбет" е вече наложило се на пазара.

## Спонсорство
"Ефбет" е генерален спонсор на българския национален отбор по волейбол, основен спонсор на българската волейболна лига, българската баскетболна лига, БК "Левски", БК "Берое", БК "Балкан". Компанията е генерален спонсор и на футболните отбори ПФК "Лудогорец", ПФК "ЦСКА 1948", ФК "Витоша" (Бистрица), ПФК "Септември" (София), ФК "Арда" (Кърджали), ФК "Струмска Слава" (Радомир), ФК "Монтана", ФК "Верея" (Стара Загора). "Ефбет" подкрепя и други футболни тимове като ПФК Берое, ФК Беласица. Компанията спонсорира Мирослав Кирчев и други индивидуални спортисти и е популярна с това, че подкрепя аматьорския футбол.
От няколко години "Ефбет" организира боксовия турнир „Национална боксова лига Ефбет“, където се състезават най-добрите боксьори на България.
„Ефбет“ е основен спонсор на Първа професионална футболна лига от нейното създаване през 2016, която е известна още и като „Ефбет лига“. Дотогава футболното първенство се казва „А“ професионална футболна група или за по-кратко „А“ ПФГ.